# Veicoli a gas naturale

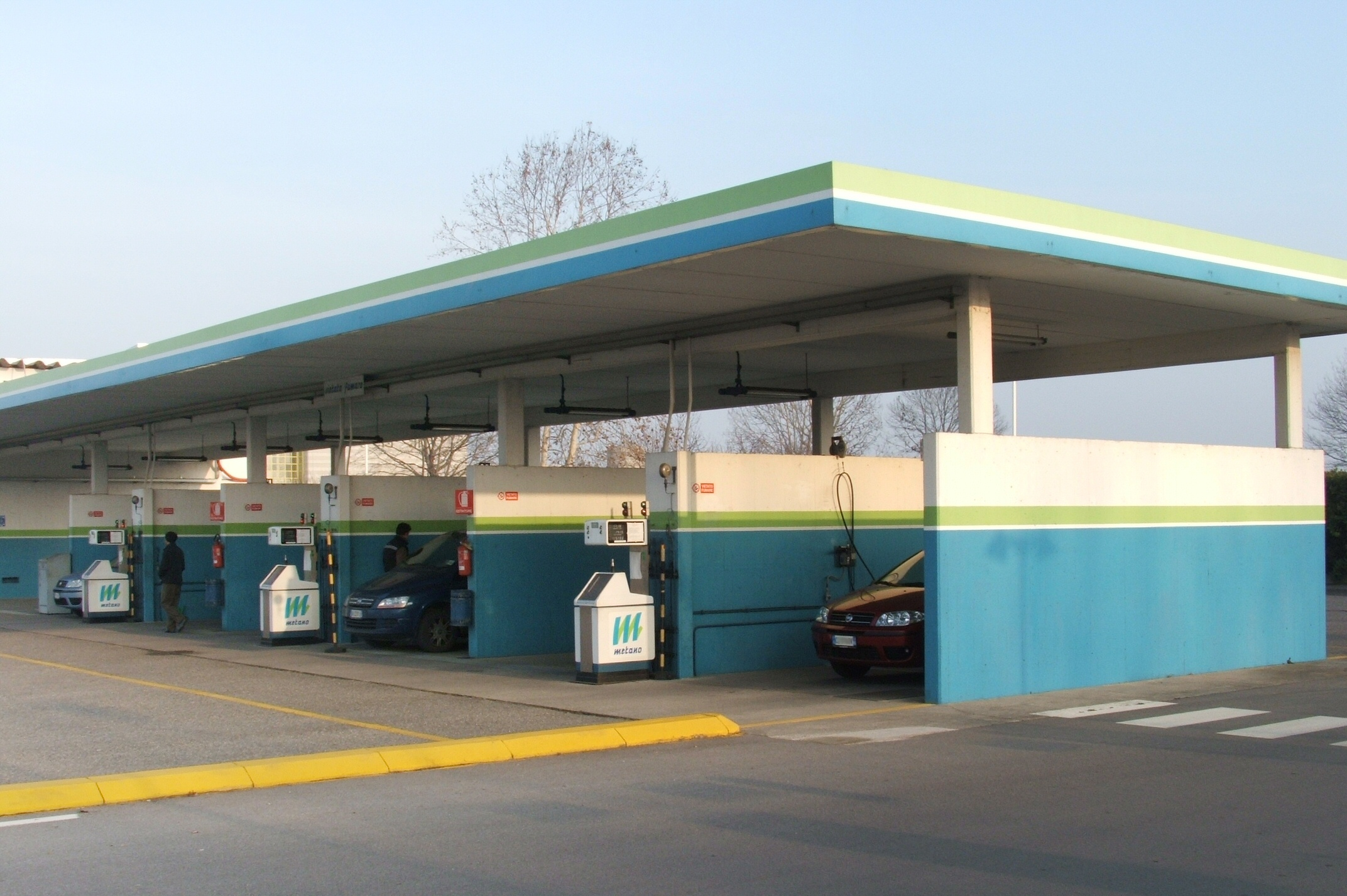
Un distributore di metano per autotrazione

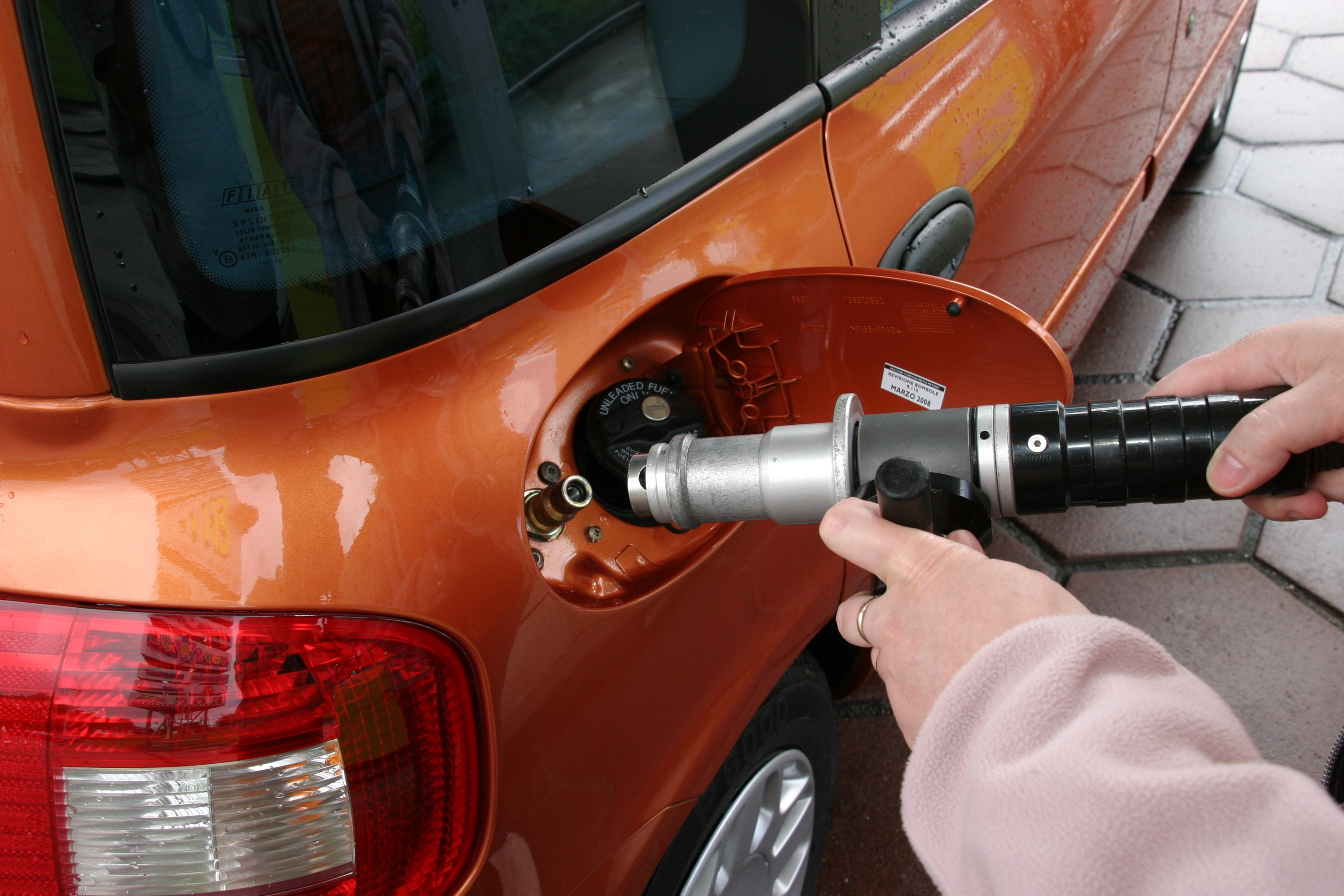
Una Fiat Multipla "Natural Power" durante il rifornimento

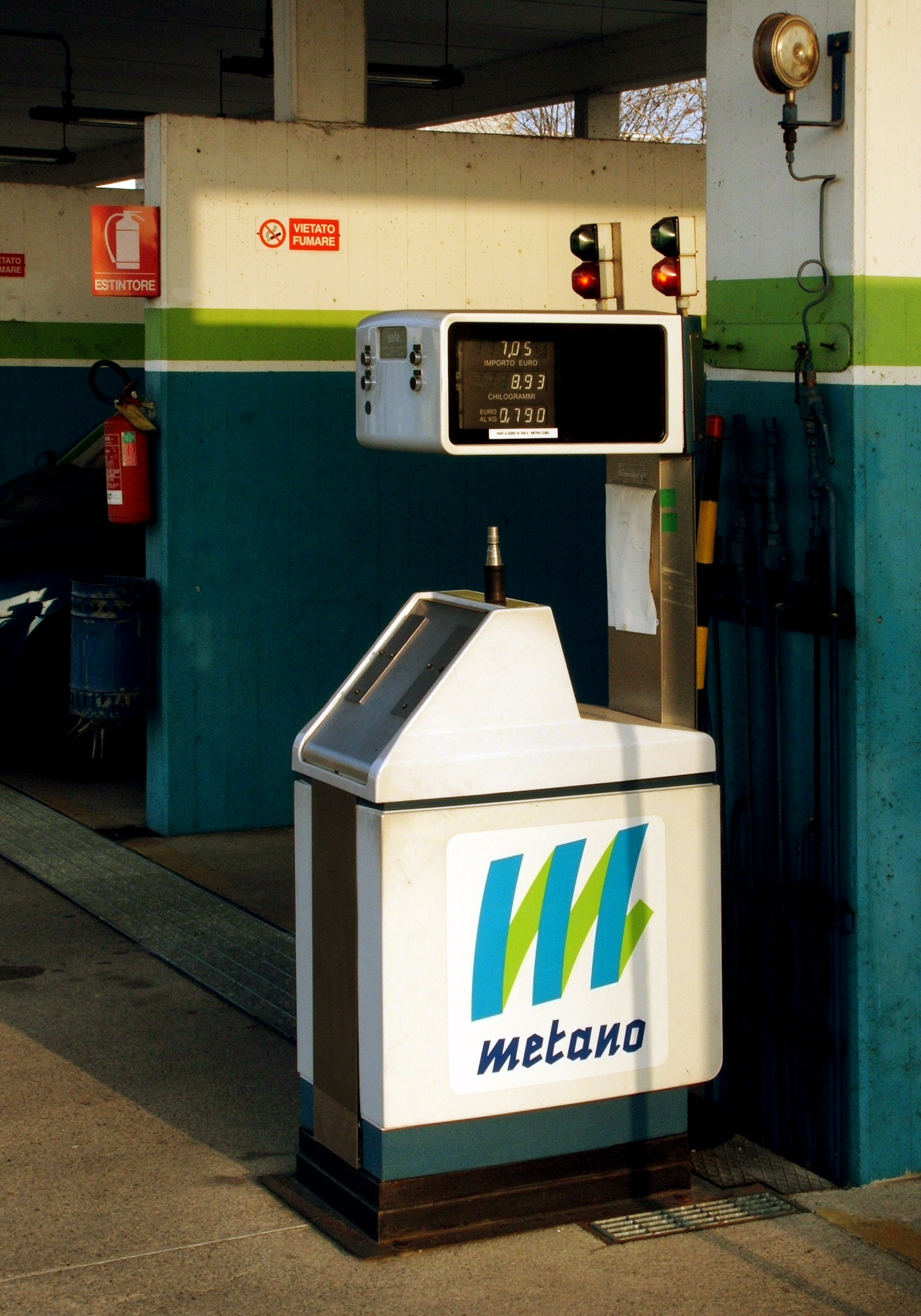
Pompa per la distribuzione del metano

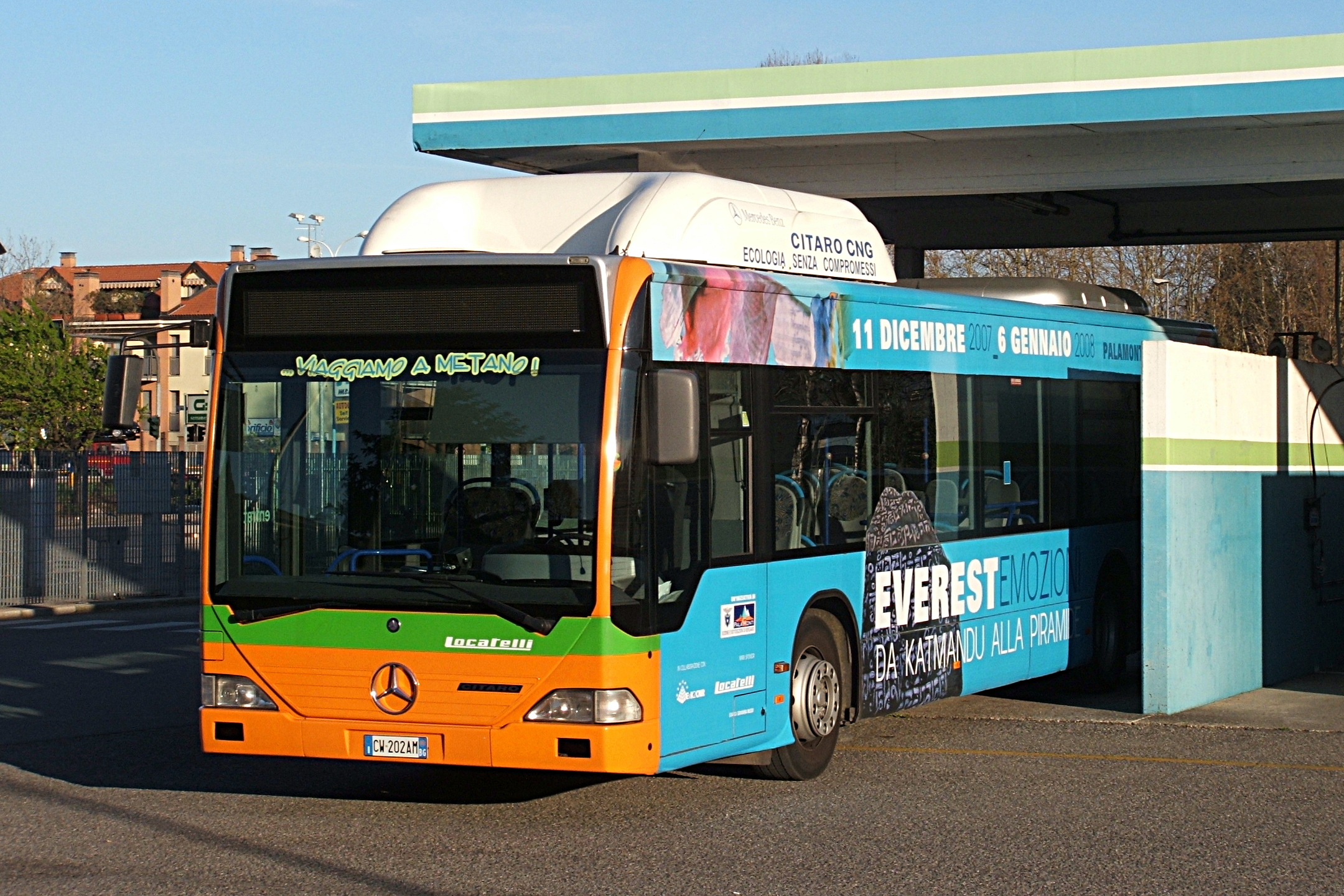
Un autobus alimentato a metano

Il gas naturale compresso a 220 bar (CNG - Compressed Natural Gas, da distinguersi dal GPL - Gas di Petrolio Liquefatto) viene usato come alternativa più economica e meno inquinante ad altri carburanti per automobili e autocarri.
In Italia viene comunemente chiamato "metano", anche se in realtà si presenta come una miscela di gas, composta effettivamente in gran parte da metano, ma anche da altri idrocarburi leggeri come propano, butano e tracce di altri gas e contaminanti (ad esempio acido solfidrico).
Nel 2016, il mercato era guidato da Cina (5,4 milioni), Iran (4 milioni), India (3 milioni), Pakistan (3 milioni), Argentina (2,2 milioni), Brasile (1,8 milioni) e Italia (1,1 milioni).

## Vantaggi
Il risparmio economico a parità di percorrenza ottenibile con un'auto a metano è di circa il 60% rispetto alla benzina. Con l'energia contenuta in 1 kg di metano si percorre in media 1,5/1,6 volte la strada che si può percorrere con 1 litro di benzina. Ciò significa che se una vettura percorre in media 14 km/l a benzina, essa percorrerà circa 21/22 km con un kg di metano; in più il prezzo al distributore di un kg di metano è inferiore a quello di un litro di benzina.
Il gas naturale inoltre possiede, fra tutti i combustibili fossili, il rapporto più elevato tra energia sviluppata e quantità di anidride carbonica emessa, dunque contribuisce in maniera minore al riscaldamento globale.
La combustione di un metro cubo di gas naturale produce circa 38 MJ (10,56 kWh) di energia.
Grazie alle ridotte emissioni di sostanze come particolato ed ossido di azoto, i veicoli a gas naturale sono in genere esenti dai blocchi e dalle restrizioni imposte al traffico in periodi di forte inquinamento.

## Svantaggi
Gli svantaggi del gas naturale come combustibile per autotrazione sono di diversa natura.
In primo luogo, le prestazioni del motore sono in genere leggermente inferiori che con altri carburanti. Tipicamente, la potenza di un motore di piccola-media cilindrata è del 5-10% inferiore quando viene alimentato a gas naturale rispetto a quando è alimentato a benzina, tuttavia la velocità massima raggiungibile resta quasi invariata, anche se si impiega più tempo per raggiungerla.
Con l'avanzare, però, della ricerca tecnologica e dei relativi investimenti in questo settore, in particolare l'evoluzione tecnologica dei turbocompressori e soprattutto delle centraline che gestiscono il loro funzionamento, le differenze di prestazioni rispetto ad altri carburanti si riducono fin quasi a scomparire. Attualmente il vero "limite" dei propulsori automobilistici alimentati a gas naturale è quello di essere derivati da unità omologhe alimentate a benzina; ciò porta a dei compromessi progettuali che al momento, per ovvie motivazioni economiche legate alle produzioni di scala, vedono "perdente" il gas naturale. Da un punto di vista puramente teorico, però, non vi è motivo di pensare che, analogamente a quanto successo negli ultimi anni per le motorizzazioni a gasolio, un domani grazie a motorizzazioni sviluppate appositamente per questo carburante, non possa venir meno nel pensiero comune l'idea secondo cui "gas naturale" significa "prestazioni peggiori". Se un'auto venisse alimentata esclusivamente a metano, potrebbe avere un rapporto di compressione molto maggiore (il metano ha un numero di ottani pari a circa 120), che a parità di cilindrata porterebbe il motore ad avere il rendimento e prestazioni migliori.
Il secondo problema rilevante è l'ingombro del serbatoio (bombole) di gas naturale. Questo porta, su vetture di medie dimensioni, a una consistente limitazione dello spazio nel bagagliaio rispetto ai serbatoi per combustibili liquidi, senza tuttavia ottenere quantità immagazzinabili di gas naturale che consentano autonomie equivalenti. Esistono anche automobili che, per l'installazione di una delle bombole di gas naturale, sfruttano lo spazio della ruota di scorta, sostituendola con un kit di riparazione e gonfiaggio.
Uno dei limiti rimane di conseguenza l'autonomia, che va dai 200 ai 450 km a seconda del tipo di vettura (esclusa l'autonomia aggiuntiva ottenibile alimentando l'auto a benzina in caso di esaurimento del gas).
Un altro svantaggio può essere la capillarità e la distribuzione delle stazioni di rifornimento, non presenti uniformemente in tutto il territorio europeo; alcune aree geografiche ne sono completamente sprovviste. Negli Stati Uniti e nell'intera area NAFTA si sta valutando l'inserimento di questo tipo di alimentazione nel mercato nei prossimi anni.
È importante ricordarsi di fare collaudare le bombole ogni 4 anni se con normativa europea R110 (normalmente sono così omologate le auto con impianto di serie) - 5 anni se DGM (normativa italiana, solitamente per impianti aftermarket), per verificare la tenuta delle bombole stesse.
In Europa esistono paesi dove esiste una rete a uso delle auto private ma con pochi distributori (Francia, Spagna, Portogallo); in altri paesi, come la Germania, l'Italia, l'Austria e la Svizzera, il gas naturale viene attualmente promosso e favorito da parte dei governi locali, la rete distributiva è in forte crescita ed è consentito, da poco (Decreto Min. Interno 19 marzo 2019) anche in Italia, il servizio di rifornimento self-service.

## Storia
Primi veicoli alimentati a metano fecero la loro comparsa già prima della Seconda guerra mondiale, ma la loro diffusione rimase molto limitata. 

Nel 2008, gli Stati con il maggior numero di veicoli a gas in circolazione erano Pakistan, Cina, Argentina, Brasile, Iran, India e Italia.

### In Italia
Nel dopoguerra la rete del metano per auto in Italia ha seguito sviluppi e recessioni dipendenti dalle evoluzioni tecniche e dalle crisi degli altri carburanti; il settore visse una certa spinta dalla crisi petrolifera del 1973.
Vi fu poi un considerevole ridimensionamento attorno alla metà degli anni 1980, in particolare quando, nel 1983, il Governo guidato da Bettino Craxi introdusse il superbollo anche per le auto a gas.
A partire dagli anni 1990 si è riscontrata una inversione di tendenza, con l'incremento del parco circolante a metano come conseguenza dell'abolizione dell'impopolare superbollo per le auto a metano catalitiche (1997) e delle successive scelte legislative a favore dei carburanti meno inquinanti (eco-incentivi).
Nello stesso periodo le case costruttrici, grazie all'evoluzione della tecnica dei sistemi di trasformazione (introduzione degli impianti a iniezione gassosa sequenziale fasata) hanno iniziato a puntare l'attenzione sul metano come carburante, mettendo a listino alcune vetture già predisposte in fabbrica con tale tipo di alimentazione.

#### Modelli in commercio
BMW e Volvo hanno inaugurato questa nicchia di mercato nel 1995/1996, mentre avvenne a fine 1997 l'entrata in listino della Fiat Marea 1.6 BiPower, prima auto italiana con alimentazione a metano nativa di serie, che era dotata di un impianto sequenziale fasato Metatron, sviluppato in cooperazione con Tartarini Auto, uno dei principali produttori mondiali di kit di trasformazione per auto a gas.
Alla Marea BiPower, Fiat ha fatto succedere un anno dopo la Multipla 1.6 BiPower, con lo stesso motore, e la Multipla 1.6 BluPower, prima auto di serie a metano monovalente (alimentata cioè solo a metano). La prima Multipla BiPower, essendo sviluppata da una grande casa costruttrice assieme alla Magneti Marelli Powertrain per il controllo motore, presentava dettagli molto innovativi, come l'avviamento sempre a metano per evitare di consumare inutilmente benzina a ogni avviamento. Col passare del tempo la Fiat decide di puntare molto sulle versioni a metano delle proprie vetture, arrivando a inserire nella gamma di praticamente tutti i suoi modelli almeno una versione alimentata a metano. Viene creato all'interno dell'azienda un vero e proprio brand che identifica le vetture alimentate con questo combustibile: la famiglia delle Natural Power, marchio che sostituisce la denominazione BiPower. Modelli a marchio Fiat che sono o sono stati in commercio con questa denominazione per le loro versioni a metano sono la Punto Classic Natural Power, la Grande Punto Natural Power, la Punto Evo Natural Power, il Doblò Natural Power, la Panda Classic Natural Power, la Punto 2012 Natural Power, la Panda Natural Power e il Qubo Natural Power.
A partire dal 2002 Opel-GM ha introdotto sul mercato europeo alcuni veicoli di serie a metano caratterizzati da una nuova tipologia di impianto di alimentazione: il sistema Monovalent-Plus.
Caratteristiche peculiari di tale sistema sono:
- Una particolare forma della testata e delle valvole del motore tali da aumentare il rapporto di compressione, passando dall'originario 10,5:1 del motore a benzina 1,6 litri Ecotec a 12,8:1, in modo che il rendimento del propulsore sia assai più efficiente nell'utilizzo a metano, anziché in quello a benzina come solitamente avviene (nell'utilizzo a benzina il propulsore risulta perciò depotenziato a soli 75 CV contro i 97 CV a metano e tale depotenziamento viene controllato anche dalla centralina motore, in modo da evitare il battito in testa a benzina).
- Una capacità ridotta del serbatoio della benzina a 14 litri in modo da recuperare spazio nel sottoscocca per l'alloggiamento delle bombole metano e la salvaguardia dell'intera capacità di carico del baule, in modo da poter sfruttare fiscalmente la normativa europea che prevede per le auto bifuel con capacità di serbatoio inferiore a 15 litri l'equiparazione alle monofuel. Questo consente ad esempio in Italia una riduzione del bollo auto del 75% e in alcune regioni come la Lombardia del 100%.
- L'automobile viene avviata sempre a metano, per poi commutare automaticamente a benzina al raggiungimento di una soglia minima di pressione del gas residuo nelle bombole (pari a 9 bar, a differenza degli impianti sequenziali aftermarket che commutano a soli 1,5 bar); l'avviamento a benzina, indipendentemente dalla presenza di metano nelle bombole, avviene solo con temperature inferiori ai -20° Celsius.

Opel ha immesso sul mercato vari modelli, tutti equipaggiati con tale sistema di alimentazione, nel corso degli anni: la Zafira A 1,6 EcoM nell'autunno 2002, l'Astra G 1,6 EcoM nel gennaio 2003, il Combo 1,6 EcoM nel 2004, la Zafira B 1,6 EcoM nell'autunno 2006 e la Zafira B 1,6 EcoM Turbo (con motore da ben 150CV) nel gennaio 2009.
Dal 2006 Iveco ha messo sul mercato una versione a CNG del suo Daily, con motore a quattro cilindri da 3.0l e 136CV, i cui valori di emissione si posizionano al di sotto della normativa Euro V. Nello stesso anno fa lo stesso Citroën con la C3 GNV, il Berlingo GNV e la C4 GNV.
Anche la Volkswagen ha immesso sul mercato un veicolo quasi monovalente a metano, la Volkswagen Touran 2.0 Ecofuel, con un motore 2 litri da 107 CV. Come la Fiat Multipla, anche la Touran ha le bombole sotto il piano del baule, in posizione riparata dagli urti e con molti accorgimenti di sicurezza, che non riducono il normale volume di carico, e con di una riserva di benzina di 14 litri.
Dal 2009 VW ha immesso sul mercato la Touran 1.4 TSI Ecofuel, con motore turbo da 150CV e la Passat (sia berlina che variant) sempre in versione TSI Ecofuel (la Passat però non ha un serbatoio benzina ridotto a soli 14 litri e pertanto non è considerata monofuel).

## Motorsport
Al fine di dimostrare l'efficacia del gas naturale alcune squadre motoristiche si sono cimentate nelle competizioni automobilistiche con vetture alimentate a metano.
L'Ecomotori Racing Team, nato dall'omonimo magazine, partecipa al Campionato Mondiale FIA Alternative Energies ed al Campionato Italiano Energie Alternative. Nel 2012 la squadra, diretta da Nicola Ventura, si presentò con una Fiat 500 Abarth modificata per l'alimentazione a metano con un impianto Cavagna/BIgas e ribattezzata "500 EcoAbarth". Quell'anno, il team si aggiudicò i titoli italiani CSAI Energie Alternative Piloti e Navigatori e i titoli mondiali FIA Energie Alternative Piloti e Costruttori. Per la prima volta nella storia dell'automobilismo una vettura alimentata a metano vinse un titolo mondiale FIA. L'anno successivo, Abarth tornò inoltre a vincere un titolo costruttori dopo 46 anni.
Il Team Bussandri paretecipò al Campionato Italiano "Formula Challenge" nel 2012, portando una Peugeot 207 alimentata a metano; nel 2013 il team conquistò 4 vittorie sulle prime 4 gare del Campionato.

## Tecnologia
Per quanto riguarda la tipologia più classica e diffusa di auto bifuel metano-benzina, l'installazione dell'impianto in aftermarket consente di avere un'auto che si può alimentare a benzina oppure a metano e la selezione del carburante viene effettuata tramite un apposito commutatore.
Altra soluzione relativamente recente è l'applicazione della doppia alimentazione gasolio-metano, che è però caratterizzata da un uso contemporaneo di metano e gasolio e non del solo metano, come avviene nei motori ad accensione comandata.
Il metano è commercializzato allo stato gassoso e, a differenza di quanto avviene per gli altri carburanti (che sono stoccati in appositi serbatoi nelle stazioni di servizio, serbatoi che devono essere periodicamente riforniti da autocisterne), viene erogato direttamente dalla rete, la stessa che rifornisce le utenze domestiche ed industriali, ed è compresso alla pressione di 216 bar nominali, per riempire le bombole installate sulla vettura (posizionate solitamente nel baule per le vetture trasformate successivamente alla costruzione e sotto il pianale per le vetture già concepite per il funzionamento a metano). Il sistema misura la massa del gas che viene erogato, motivo per cui il prezzo del metano è calcolato in funzione non del volume ma della massa, a differenza dei carburanti liquidi. A settembre 2016 il prezzo medio al distributore è di circa 0,97 €/Kg. Un kg di metano equivale all'incirca a 1,5 litri di benzina.
L'autonomia della vettura dipende dalla capacità delle bombole installate e può variare considerevolmente; mediamente per un'auto di segmento "B" con carrozzeria a 2 volumi la capacità in litri installabile varia da 60 a 80 litri, con una capacità di carica espressa in kg di circa 10/13 kg di metano compresso, un costo di circa 8/11 € a pieno e un'autonomia intorno ai 200/300 km.
Le auto di taglia maggiore (station wagon o monovolume) possono arrivare a caricare 20 o più kg di metano compresso, per un'autonomia che può variare tra i 350 e i 450/500 km a seconda del consumo, del percorso e dello stile di guida dell'autista.
Siccome il metano viene sempre erogato allo stato gassoso, tra un pieno e l'altro ci possono essere differenze considerevoli nella quantità di gas rifornito in kg: ciò dipende dalla temperatura, dalla densità del metano stesso e dalla taratura della pressione di stacco dell'erogatore; maggiore è la temperatura e minore sarà la carica in kg in quanto il gas tende a essere meno denso, in quanto la maggiore temperatura è più vicina al punto di condensazione. D'estate perciò si carica tendenzialmente di meno e d'inverno si carica tendenzialmente di più, con variazioni anche del 15% tra le due stagioni.
Un altro fattore che influisce sulla densità del metano erogato e pertanto sulla carica finale al distributore è la provenienza e la purezza del gas naturale.
Il gas naturale non è costituito solo da metano puro, ma solitamente include anche, in percentuali trascurabili, altre tipologie di gas mescolati assieme: etano, butano, propano sono i più frequenti.
I gas di produzione italiana e russa sono i più puri tra quelli immessi nella rete nazionale di gasdotti: o dati SNAM indicano un'elevata percentuale di metano, intorno al 98/99%.
I gas di provenienza olandese o algerina invece hanno un contenuto percentuale di metano inferiore, che si aggira sull'87/90% per l'olandese e tra l'80 e l'85% per l'algerino.
Il costo dell'installazione di un impianto per metano aftermarket è di circa 1500/1800 € per un sistema tradizionale (aspirato) e di circa 2200/2600 € per un sistema sequenziale.
Quando si cambia auto si può recuperare una parte dell'impianto (ad esempio le bombole e le valvole delle stesse), con un risparmio fino al 30% sulle nuove installazioni; per questo in teoria il costo maggiore si avverte al primo montaggio, ma questo solo fino a un certo punto, infatti le auto più recenti (dalle Euro3 in poi) richiedono quasi obbligatoriamente l'installazione di impianti sequenziali fasati, per evitare conflitti con l'elettronica di bordo e relativi malfunzionamenti dell'impianto a gas.
Esistono anche vetture alimentate a solo metano, dette "monovalenti", o con un piccolo serbatoio di riserva di benzina di capacità inferiore a 15 litri, in effetti bivalenti ma che per la normativa europea vengono ugualmente classificate come "monovalenti". Questa soluzione è stata introdotta da Opel con la Zafira EcoM per poter classificare la vettura come monovalente, pur lasciando la praticità di viaggiare anche a benzina anche in zone non servite dalla rete di distribuzione CNG, e sta prendendo piede anche per altri modelli tedeschi (Astra EcoM, Combo EcoM, VW Touran EcoFuel, VW Up EcoFuel, Caddy Ecofuel, Seat Arona TGI), infatti le vetture monovalenti godono di esenzioni fiscali: in Italia viene scontato del 75% il bollo auto.
Le vetture "bivalenti" invece vengono fiscalmente trattate come i corrispondenti modelli a benzina, in quanto per il fisco italiano il bollo è calcolato sulla base della potenza massima dichiarata, che è quella con alimentazione a benzina.
Esistono anche progetti per portare il metano sui mezzi a due ruote; nel 2014 un esperimento condotto nella città di Rimini avvia la procedura di omologazione in Italia.

## Trasformazioni
I veicoli alimentati a metano, oltre ad essere disponibili di serie, possono essere convertiti e ri-omologati; la trasformazione più comune riguarda il motore a benzina, ma possono subire tale trasformazione anche i veicoli pesanti con motore diesel. Il processo è inoltre possibile anche per i veicoli ibridi; per quest'ultima categoria di veicoli, in Italia esiste la circolare 27253 della Motorizzazione del 5 novembre 2013
Invece per quanto concerne la trasformazione dei veicoli a due ruote, nel 2014 non esisteva ancora una normativa di omologazione, ma sono stati effettuati studi e rilevamenti tramite il JRC dell'UE che hanno evidenziato il vantaggio di tale trasformazione per l'ambiente.

## Prestazioni e sicurezza
Un'auto alimentata a metano raggiunge la stessa velocità di una alimentata a benzina. Il metano è leggermente penalizzante nelle prestazioni di una guida sportiva nel tempo che impiega l'auto a passare da 0 a 100 km/h. Infatti, la ripresa da fermo o cambiando marcia è più lenta. Teoricamente il metano potrebbe dare prestazioni migliori della benzina, poiché è maggiore il suo numero di ottano (pari a 120) e dunque ha un maggior rendimento, come accade anche nelle centrali elettriche alimentate a metano (turbogas); ciò richiederebbe però motori con un rapporto di compressione maggiore di quello dei motori attuali, predisposti con un rapporto di compressione adatto alla benzina. Questo non avviene ovviamente per i motori che sono già pensati per il funzionamento a gas naturale, il cui rapporto di compressione è più alto. Questi motori hanno prestazioni maggiori nel funzionamento a gas naturale rispetto a quello a benzina.
Un discorso a parte meritano i motori turbocompressi: se debitamente programmata, la centralina del motore può fare in modo che durante il funzionamento a metano la pressione di sovralimentazione data dalla turbina sia superiore a quella raggiunta durante il funzionamento a benzina. In questo modo si aumenta il rapporto di compressione dinamico effettivo, per via della maggiore pressione in entrata, aumentando l'efficienza e la potenza del motore, che in questo caso sarà maggiore a metano piuttosto che a benzina.
Solitamente l'avviamento del motore viene mantenuto a benzina, perché questa ha un potere detonante maggiore e dà la scocca alla scintilla d'accensione con maggiore facilità.
Quasi tutti i costruttori di kit prevedono l'avviamento a metano, ma relegate a situazioni di avaria del circuito benzina e di fatto viene sconsigliato il suo utilizzo perché l'accensione a metano richiede un uso più prolungato del motorino d'avviamento e non consente alla centralina della benzina di utilizzare le strategie di iniezione corrette che sono previste all'avviamento. Nelle auto a carburatore l'avviamento a metano è invece possibile quasi sempre, salvo condizioni climatiche avverse, come temperature molto basse. In questo tipo di auto se si tenta l'avviamento a metano spingendo troppo l'acceleratore può verificarsi talvolta un accumulo di gas nella camera d'accensione che ingolfa il motore e può impedire i successivi tentativi di avviamento. Spesso la soluzione per avviare l'auto è quella di commutare a benzina e avviare con essa il motore, per poi ricommutare a metano una volta stabilizzata la temperatura d'esercizio.
Ogni 4 anni per le auto a metano dotate di bombole realizzate secondo la normativa europea ECE/R110 è obbligatoria la revisione delle stesse.
La revisione è obbligatoria anche in caso di incidente che comporti il danneggiamento delle bombole.
In entrambi i casi il collaudo (o la sostituzione) delle bombole è gratuita e viene finanziata da una piccola tassa sul carburante.
Per effettuare la revisione è necessario rivolgersi agli installatori di impianti, che come prezzo chiederanno la sola manodopera di montaggio-smontaggio delle bombole.
Per le auto con impianto realizzato secondo la normativa italiana la scadenza del collaudo bombole è ogni 5 anni.
Occorre chiarire le differenze esistenti tra il gas naturale (CNG) e il gas di petrolio liquefatto (GPL): il GPL viene venduto in fase liquida e in pressione a 12 bar nominali, contro i 220 bar in fase gassosa del metano, ne consegue che per i due combustibili occorrono impianti diversi, tra loro incompatibili.
Le differenze dei componenti dell'impianto rispetto al GPL riguardano soprattutto il miscelatore e il tipo di bombola, le uniche parti potenzialmente intercambiabili sono le centraline elettroniche e il commutatore-indicatore di livello, ma, vista l'esiguità del loro costo rispetto al resto dei componenti, solitamente se viene disinstallato un impianto di un tipo e reinstallato un impianto dell'altro tipo vengono anch'esse sostituite.
Con il GPL si ha una penalizzazione sulle prestazioni quasi nulla, mentre con il metano si ha normalmente una perdita di potenza all'incirca del 7/10% qualora non venga utilizzata la centralina anticipatrice della fase d'accensione, la quale fa aumentare ulteriormente l'anticipo d'accensione della centralina di serie del motore, mentre in caso di sua presenza e corretta taratura non vi sono cali di potenza.
L'alimentazione a metano consente, in virtù delle minori scorie di combustione generate nel motore, un allungamento degli intervalli di cambio olio fino a 40.000 km.
Non è raro vedere macchine circolanti a metano con 350.000 - 400.000 km, in alcuni casi si arriva anche a 500.000 km.
Sulle auto con questo tipo di alimentazione sono da tenere sotto controllo le parti elettriche (candele, fili, bobina, batteria) in quanto il metano brucia assai meno rapidamente della benzina e necessita quindi che dette componenti siano sempre mantenute in ottimo stato.
Il riduttore di pressione (detto anche "polmone") del metano necessita di essere riscaldato durante il funzionamento in quanto il gas riducendo la propria pressione si raffredda, e alle basse temperature si potrebbe congelare il riduttore di pressione stesso. Allo scopo di evitare questo inconveniente esso viene collegato al circuito di raffreddamento del motore per mezzo di una derivazione.
Questo collegamento - se non eseguito a regola d'arte - aumenta la possibilità di perdite di liquido di raffreddamento, con possibili conseguenze negative sulla guarnizione della testata (che può bruciarsi) in caso di esaurimento del liquido stesso.
Nella manutenzione periodica occorre pertanto verificare con cura questa parte del motore e i livelli dei liquidi.
Dati i timori di alcuni guidatori sull'uso di veicoli a gas GPL o Metano sono stati eseguite diverse dimostrazioni pubbliche sulla sicurezza di tali mezzi in varie condizioni di sicurezza critiche che hanno confermato la sicurezza degli impianti

## Distribuzione e vendita
La distribuzione del metano avviene in centri autorizzati alla presenza di un operatore. In Italia non esiste l'auto-servizio, mentre in altri paesi è consentito. Il metano è prelevato dalla rete che fornisce anche le utenze domestiche per il riscaldamento.
L'Italia è uno dei Paesi più "metanizzati", con la più estesa e capillare rete di distribuzione al mondo.
Dal dopoguerra per circa 40 anni ha detenuto il primato mondiale del numero di autostazioni per il rifornimento di metano e per i volumi di forniture.
Nel 2010, le città con la maggior percentuale di auto a metano sul totale del parco automobili erano: Ancona (7,5%), Parma (6,9%), Bologna (4,7%), Modena (4,4%) e Foggia (4,3%).
Il 20 marzo 2019 è stato pubblicato il decreto che stabilisce i requisiti tecnici per l'installazione di pompe self-service per erogare metano per autotrazione in modalità presidiata e non presidiata, presso i centri di distribuzione già esistente e di nuova apertura. La norma trova fondamento nella direttiva 2014/94/UE e segue ad un tavolo tecnico fra Ministero dell'Interno, Vigili del Fuoco e associazioni di categoria (fra le quali Federmetano), svoltosi dal giugno 2017 all'aprile 2018. Essa attribuisce ai clienti la responsabilità nello svolgimento delle relative operazioni di rifornimento. Con l'attivazione dal 9 novembre 2020 del sito per la registrazione degli utenti, con relativo tutorial, il self service a metano è diventato possibile in tutto il territorio italiano presso i distributori attrezzati.

### Rete dei distributori di metano per auto in Italia
Suddivisione italiana su base regionale della rete di distribuzione del metano per autotrazione aggiornata al 12/04/2017:
| Regione               | N° impianti |
| --------------------- | ----------- |
| Valle d'Aosta         | 1           |
| Piemonte              | 83          |
| Lombardia             | 175         |
| Trentino-Alto Adige   | 18          |
| Veneto                | 148         |
| Friuli-Venezia Giulia | 5           |
| Liguria               | 10          |
| Emilia-Romagna        | 200         |
| Toscana               | 113         |
| Umbria                | 36          |
| Marche                | 100         |
| Lazio                 | 59          |
| Abruzzo               | 27          |
| Molise                | 4           |
| Campania              | 82          |
| Puglia                | 68          |
| Basilicata            | 10          |
| Calabria              | 10          |
| Sicilia               | 35          |
| Sardegna              | 0           |
| Totale                | 1184        |

Aggiornamento del numero stazioni di rifornimento metano compresso per uso autotrazione (o distributori metano):
- Ottobre 2020: 1435 distributori metano stradali e autostradali; 53 solo quelli autostradali[51]

### Rete dei distributori di metano per auto in Europa
Suddivisione europea della rete di distribuzione del metano per autotrazione aggiornata al 07/04/2018 come da dati pubblicati sul sito Metanoauto.com:
| Stato                | N° impianti aperti al pubblico | Ulteriori impianti in progetto, costruzione, chiusi o temporaneamente chiusi: |
| -------------------- | ------------------------------ | ----------------------------------------------------------------------------- |
| Italia               | 1244                           | 218                                                                           |
| Austria              | 169                            | 25                                                                            |
| Belgio               | 96                             | 18                                                                            |
| Bosnia ed Erzegovina | 2                              | 0                                                                             |
| Bulgaria             | 106                            | 5                                                                             |
| Rep. Ceca            | 169                            | 3                                                                             |
| Croazia              | 2                              | 2                                                                             |
| Danimarca            | 17                             | 4                                                                             |
| Estonia              | 9                              | 3                                                                             |
| Finlandia            | 38                             | 0                                                                             |
| Francia              | 81                             | 47                                                                            |
| Germania             | 865                            | 103                                                                           |
| Grecia               | 11                             | 1                                                                             |
| Islanda              | 5                              | 0                                                                             |
| Lettonia             | 1                              | 0                                                                             |
| Liechtenstein        | 2                              | 1                                                                             |
| Lituania             | 3                              | 2                                                                             |
| Lussemburgo          | 6                              | 0                                                                             |
| Macedonia del Nord   | 4                              | 0                                                                             |
| Moldavia             | 17                             | 0                                                                             |
| Norvegia             | 20                             | 7                                                                             |
| Paesi Bassi          | 181                            | 30                                                                            |
| Polonia              | 26                             | 22                                                                            |
| Portogallo           | 12                             | 3                                                                             |
| Romania              | 2                              | 1                                                                             |
| Regno Unito          | 19                             | 3                                                                             |
| Serbia               | 17                             | 3                                                                             |
| Slovacchia           | 11                             | 1                                                                             |
| Slovenia             | 5                              | 3                                                                             |
| Spagna               | 60                             | 22                                                                            |
| Svezia               | 172                            | 8                                                                             |
| Svizzera             | 148                            | 9                                                                             |
| Turchia              | 14                             | 4                                                                             |
| Ungheria             | 12                             | 3                                                                             |
| Totale               | 3546                           | 553                                                                           |

### Distribuzione domestica
Due province italiane, Bolzano e Trento, hanno da tempo regolamentato l'installazione e l'utilizzo degli impianti di rifornimento individuale e concedono contributi nell'ordine del 50% sull'acquisto e l'installazione.
Per ora sono in commercio pochi modelli costruiti secondo CE98/37, installabili in tutti i paesi aderenti alla Comunità europea.
Questi apparecchi prelevano il metano dalla rete domestica a 0,02 bar e lo comprimono direttamente nei serbatoi dell'automobile (207 bar a 15 °C) con notevole risparmio energetico rispetto agli impianti stradali con stoccaggio (250bar) e impianti di raffreddamento.
Il compressore costa poche migliaia di euro, e rispetto alle lungaggini burocratiche necessarie per l'apertura di un impianto stradale (in Italia 4 anni) può essere installato in poche ore.
Il rifornimento individuale consente di risparmiare, ed è consigliabile per questo installare un contatore specifico per uso autotrazione, in modo da usufruire delle accise notevolmente ridotte destinate in Italia all'utilizzatore dell'automobile.